# فهرست روزنامه‌های ژاپن
 فهرست روزنامه های ژاپن
- این مقاله در دست ساخت است

اولین روزنامه ها در سال 1870 در ژاپن تاسیس شد.  در سال 2009 تعداد روزنامه ها در ژاپن 110 عدد بود. 
در زیر لیستی از روزنامه های منتشر شده در ژاپن وجود دارد. 

## روزنامه های ملی(سراسری)
در زبان ژاپنی شیمبون به معنی روزنامه است.
- یومیوری شیمبون (محافظه کار ، روزانه) تیراژ 10،042،075
- آساهی (مرکز چپ ، روزانه) 8،093،885
- ماینیچی (وسط چپ ، روزانه) 3،974،559
- سانکی (محافظه کار ، [۳] روزانه) 2،191،587
- Nikkei Shimbun (محافظه کار ، روزانه) 3،034،481

### روزنامه های منطقه ای در استان هوکایدو
- هوکایدو شیمبون

### روزنامه های هوکایدو
- ایشیکاری
  - Chitose در Mimpō ( Chitose در )
- سوراچی
  - کیتاسوراچی شیمبوم ( فوکاگاوا )
  - Minamisorachi Shimpō ( کوریایاما )
  - مطبوعات Sorachi ( Takikawa )
  - Yūbari Times ( Yūbari )
- شریبشی
  - Otaru Shimpō ( Otaru )
- ابوری
  - موروران میپپه ( موروران )
  - Tomakomai Mimpō ( Tomakomai )
- هیداکا
  - Hidaka Hōchi Shimbun ( Urakawa )
- اوشیما
  - هاکودیت شیمبون ( هاکودات )
- کامیکاوا
  - Asahikawa Shimbun ( Asahikawa )
  - Biei Shimbun ( Biei )
  - Dōhoku Nippō ( Shibetsu )
  - هوکوو شیمبون ( نایورو )
  - نایورو شیمبون (نایورو)
  - نیکان فورانو ( فورانو )
- روموی
  - Haboro Times ( Haboro )
  - نیکان روموی شیمبون ( روموئی )
- سیا
  - نیککان سیا ( واکانا )
  - Wakkanai Press (Wakkanai)
- اوخوتسک
  - بار اوباشیری ( آباشیری )
  - بیهورو شیمبون ( بیهورو )
  - Hokkai Minyū شیمبون ( Mombetsu )
  - Keizai no Denshobato ( کیتامی )
  - Kunneppu Shimpō ( Kunneppu )
  - Memambetsu Shimbun ( اززورا )
  - اوکتو تایمز ( اوکتو )
  - Tsubetsu Shimpō ( Tsubetsu )
  - یامانامی ( Engaru )
- توکاچی
  - Tokachi Mainichi Shimbun ( اوبیihیرو )
- کوشیرو
  - کوشیرو شیمبون ( کوشیرو )
- نمورو
  - نمورو شیمبون ( نمورو )

### روزنامه های تعطیل شده هوکایدو
- Kitami Mainichi Shimbun (کیتامی ، 1950 - 1989)
- آکابیرا شیمپا ( آکابیرا ، 1962 - 1990)
- Nikkan Asahikawa Shimbun (Asahikawa ، 1984 - 1992)
- اوخوتسک شیمبون (کیتامی ، 1989 - 1993)
- بی بی شیمپا (بی بیای ، 1949 - 1996)
- هوکای تایمز (مقاله بخشدار ، 1946 - 1998)
- Times Nahokkai (مقاله بخشدار ، 1946 - 1998)
- کیتامی گورجسو (کیتامی ، 1912 - 2001)
- آباشیری شیمبون (آباشیری ، 1947 - 2004)
- Mikasa Times ( Mikasa ، 1949 - 2007)
- بی بی شیمبون (بی بیای ، 1996 - 2007)
- Sorachi Times ( آشیبتسو ، 1950 - 2007)
- شری شیمبون ( شری ، 1979 - 2008)
- ایشیکری Minyū شیمبون ( ایشیکری 1988 - 2009)
- ساپورو تایمز ( ساپورو ، 1999 - 2009)
- اوخوتسک شیمبون (سابق مومبوتسو شیمبون ، مombetsu ، 1958 - 2009)
- نیککان ایوامیزاوا شیمبون ( ایوامیزاوا ، 1949 - 2009)
- Engaru Shimbun (Engaru ، 1976 - 2015)

## منطقه Tōhoku

### روزنامه های بلوک منطقه Tōhoku
- Kahoku Shimpō

### روزنامه های استان Tōhoku
- آئوموری
  - Tōō Nippō
- Iwate
  - ایواته نیپا
- آکیتا
  - آکیتا ساکیگک شیمپا
- یاماگاتا
  - یاماگاتا شیمبون
- فوکوشیما
  - Fukushima Minpō

- آئوموری
  - Daily Tōhoku ( هاچینوه )
  - موتسو Shimpō ( هیرسکی )
  - تسوگارو Shimpō ( کوریشی )
- Iwate
  - Fukkō Kamaishi Shimbun ( Kamaishi )
  - ایواته Nichinichi شیمبون ( ایچینوسکی، ایواته )
  - موریوکا تایمز ( موریوکا )
  - Ōtsuchi Shimbun ( Ōtsuchi )
  - Tankō Nichinichi Shimbun ( ūshū )
  - Tōkai Shimpō ( unfunato )
- میاگی
  - Ishinomaki Hibi Shimbun ( Ishinomaki )
  - ایشینوماکی کاهوکو (ایشینوماکی)
  - akisaki Times ( akisaki )
  - Riasu no Kaze ( Kesennuma )
  - Sanriku Shimpō (Kesennuma)
- آکیتا
  - آکیتا Mimpō ( Daisen )
  - Hokuroku شیمبون ( عودت )
  - Hokuu Shimpō ( Noshiro )
  - ateدیت شیمپō (تاریخ)
  - سنبوکو شیمبون (دایزن)
- یاماگاتا
  - Shōnai Nippō ( Tsuruoka )
  - Yonezawa Shimbun ( Yonezawa )
- فوکوشیما
  - Abukuma جیهو ( Sukagawa )
  - فوکوشیما مینی ( فوکوشیما )
  - ایواکی میپپه ( ایواکی )
  - یانکان یاماتسوری ( یاماتسوری )

- میاجی تایمز (Kesennuma ، - 1995)
- ایشینوماکی شیمبون (ایشینوماکی ، 1946 - 1998)
- کامهشی شیمپا ( کماشی ، 1982 - 1999)
- Jōyō Shimbun ( Minamisanriku ، - 2007)
- Senpoku Shimbun ( ناروکو ، - 2007)
- Iwate Tōkai Shimbun (کماشی ، 1948 - 2011)
- Minamisanriku Shimbun (Minamisanriku، 2008 - 2011)
- فوجیزاتو شیمبون ( فوجیزاتو ، 1959 - 2012)

## منطقه کانت

### روزنامه های Kantō
- ایباراکی
  - ایباراکی شیمبون
- توچیگی
  - Shimotsuke Shimbun
- اسلحه
  - جامو شیمبون
- سیتاما
  - سیتاما شیمبون
- چیبا
  - چیبا نیپی
- کاناگاوا
  - کاناگاوا شیمبون

### روزنامه های کانتو
- توچیگی
  - ماکا شیمبون ( Mōka )
- اسلحه
  - ( Kiryū )
- سیتاما
  - بونکا شیمبون ( هانوی )
  - نیکان )
- چیبا

### روزنامه های Kantō
- Tōkyō Times ( Kōtō ، 1946 - 1992)
- توشیگی شیمبون ( Utsunomiya 1950 - 1996)
- هیتاچی میپپه ( هیتاچی ، 1950 - 2000)
- شین ایباراکی ( میتو 1952 - 2003)
- نیکان Joso را شیمبون ( Chōshi 1975 - 2009)
- Tama Newtown Times ( تاما ، 1969 - 2012)
- Bōsō Jiji Shimbun ( Kisarazu ، 1949 - 2012)
- Jōyō Shimbun ( Tsuchiura ، 1948 - 2013)

## منطقه چوبه

### روزنامه های بلوک Chūbu
- Chunichi Shimbun

### روزنامه های استان Chūbu
- یاماناشی
  - یاماناشی نیچینیچی شیمبون
- ناگانو
  - Shinano Mainichi Shimbun
- نیگاتا
  - نیگاتا نیپی
- تویاما
  - کیتانیپون شیمبون
- ایشیکاوا
  - هوکوکو شیمبون
- فوکویی
  - فوکویی شیمبون
- شیزووکا
  - Shizuoka Shimbun
- گیفو
  - گیفو شیمبون

- یاماناشی
  - یاماناشی شیمپا ( Kōfu )
  - مجله Yatsugatake ( هوکو )
- ناگانو
  - Minamishinshū Shimbun ( Iida )
  - ناگانو نیپی ( سووا )
  - اوکایا شیمین شیمبون ( اوکایا )
  - Ōito بار ( Ōmachi )
  - Shimin Times ( ماتسوموتو )
  - Shinshū Nippō (ایدا)
  - سوزاکا شیمبوم ( سوزاکا )
- نیگاتا
  - مجله اکوگو ( سانجی )
  - Jōetsu Times ( Jōetsu )
  - کاشیاواکی نیپی ( کاشواواکی )
  - Nagaoka Shimbun ( Nagaoka )
  - اوجیا شیمبون ( اوجیا )
  - سانجی شیمبون (سانجی)
  - Shūhō Tōkamachi ( Niigata )
  - Tōkamachi Shimbun (Tōkamachi)
  - Tōkamachi Times (Tōkamachi)
  - Tsunan Shimbun ( Tsunan )
- تویاما
  - جهانه جیح ( نانتو )
  - Toyama Shimbun ( Toyama )
- ایشیکاوا
  - Hokuriku Chūnichi Shimbun ( Kanazawa )
- فوکویی
  - نیکان کنمین فوکوئی ( فوکوئی )
- شیزووکا
  - فوجی نیوز ( فوجی )
  - Gakuyō Shimbun ( Fujinomiya )
  - ایزو شیمبون ( Itō )
  - KYODO شیمبون ( Kakegawa )
  - نومازو آساهی شیمبون ( نومازو )
  - نومازو شیمبون (نومازو)
- آچی
  - Chūbu Keizai Shimbun ( ناگویا )
  - Higashiaichi Shimbun ( Toyohashi )
  - میکاوا شیمپا ( نیشیو )
  - Nikkan Tōmei ( ستو )
  - Tōkai Aichi Shimbun ( اوکازاکی )
  - Tōkai Nichinichi Shimbun (Toyohashi)

### روزنامه های استان چوبا
- هیمی شیمبون ( هیمی ، 1936 - 2000)
- سووا مایوی شیمبون (سووا ، 1954 - 2004)

## منطقه کینکی

### روزنامه های استانKinki
- کیوتو
  - کیوتو شیمبون
- هیگو
  - کبی شیمبون

### روزنامه های استان Kinki
- می
  - ایسه شیمبون ( Tsu )
  - Kisei Shimbun ( Owase )
  - Nanki Shimpō ( کومانو )
  - Tōkai Keizai Shimbun (Tsu)
  - یوشینو کومانو شیمبون (کومانو)
  - Yūkan Mie ( ماتسوساکا )
- شیگا
  - Ōmi Dōmei Shimbun ( Hikone )
  - Shiga Hōchi Shimbun ( HIgashiōmi )
- کیوتو
  - ایبه شیمین شیمبون ( ایبه )
  - Kameoka Shimin Shimbun ( Kameoka )
  - Maizuru Shimin Shimbun ( Maizuru )
  - راکونان تایمز ( اوجی )
  - Ryōtan Nichinichi Shimbun ( Fukuchiyama )
- ایساکا
  - اوزاکا Nichinichi شیمبون ( اوزاکا )
- نارا
  - نارا نیچینیچی شیمبون ( نارا )
  - نارا شیمبون (نارا)
- واکایاما
  - Hidaka Shimpō ( رها )
  - Kii Mimpō ( واکایاما )
  - Kinan شیمبون ( شینگو )
  - Kishū Shimbun (Gobō)
  - کومانو شیمبون (Shingū)
  - واکایاما شیمپا ( واکایاما )

- Shiga Nichinichi Shimbun ( اتو ، 1922 - 1979)
- کانسای شیمبون (اسکاکا ، - 1991)
- akasaka Shimbun (اسزاکا ، 1946 - 2002)

## منطقه چگوکو

### روزنامه های استان Chūgoku
- چگوکو شیمبون

- توتوری
  - نیهونکای شیمبون
- شیمان
  - سانین چ شیمپه
- اوکایاما
  - سانیō شیمبون
- یاماگوچی
  - یاماگوچی شیمبون

- شیمان
  - Shimane Nichinichi Shimbun ( ماتسو )
- اوکایاما
  - Bihoku Mimpō ( Niimi )
  - Tsuyama Asahi Shimbun ( Tsuyama )
- هیروشیما
  - نیشیهیروشیما تایمز ( هیروشیما )
  - تاوی شیمبون ( فوکویاما )
- یاماگوچی
  - Bōnichi شیمبون ( Hōfu )
  - هافو نیپی (هافو)
  - نیککان ایواکونی ( ایواکونی )
  - نیکان شینشانان ( شونان )
  - Saikyō Shimbun ( یاماگوچی )
  - Ube Nippō ( Ube )
  - Yanai Nichinichi Shimbun ( Yanai )

### روزنامه های تعطیل شده منطقه چغوکو
- Bōchō Shimbun (ایواکونی ، 1964 - 2006)
- Okayama Nichinichi Shimbun ( اوکایاما ، 1946 - 2011)

### روزنامه های استان Shikoku
- کاگاوا
  - Shikoku Shimbun
- توکوشیما
  - توکوشیما شیمبون
- ایهیمه
  - اهیمه شیمبون
- کوچی
  - کوچی شیمبون

- کاگاوا
  - Shikoku Times ( تاکاماتسو )
- توکوشیما
  - تریبون شیکوکو ( توکوشیما )
- ایهیمه
  - Yawatahama Mimpō ( Yawatahama )
  - Yawatahama Shimbun (Yawatahama)
- نیکان شین احیمه ( ماتسویاما ، 1960 - 1986)

### روزنامه های استان Kyūshū
- نیشینیپون شیمبون

### روزنامه های استان کیشی و اوکیناوا
- حماسه
  - حماسه شیمبون
- ناگازاکی
  - ناگازاکی شیمبون
- کوماموتو
  - کوماموتو نیچینیچی شیمبون
- Ōیتا
  - Ōita Gōdō Shimbun
- میازاکی
  - میازاکی نیچینیچی شیمبون
- کاگوشیما
  - مینامینی پون شیمبون
- اوکیناوا
  - اوکیناوا تایمز
  - Ryūkyū Shimpō

- فوکووکا
  - Ariake Shimpō ( اوموتا )
  - فوکوئوکا Kenmin شیمبون ( Fukuoka در )
  - ایتوشیما شیمبون ( ایتوشیما )
  - Kokura Times ( کیتاکیشی )
  - کورومه نیچینیچی شیمبون ( کورومه )
  - نیککان اموتا (اموتا)
- حماسه
  - Tosu Shimbun ( Tosu )
- ناگازاکی
  - ایکی نیچینیچی شیمبون ( ایکی )
  - ایکی نیپی (ایکی)
  - Shimabara Shimbun ( Shimabara )
  - Tsushima Shimbun ( Tsushima )
- کوماموتو
  - نیککان هیتویشی شیمبون ( هیتویشی )
- Ōیتا
  - کونیچی شیمبون ( Beppu )
- میازاکی
  - Yūkan روزانه ( نبئوکا )
- کاگوشیما
  - امامی شیمبون ( ناز )
  - Minamikyūshū شیمبون ( Kanoya )
  - Nankai Nichinichi Shimbun (Naze)
- اوکیناوا
  - میاکو MAINICHI شیمبون ( Miyakojima در )
  - میااکو شیمپا ( میاکوجویما )
  - یاایاما مانیچی شیمبون ( ایشیگاکی )
  - یاایاما نیپی (ایشیگاکی)

### روزنامه های کیوش
- فوکونیچی شیمبون ( فوکوووکا ، 1946 - 1992)
- کاگوشیما شیمپا ( کاگوشیما ، 1959 - 2004)
- کاراتسو شیمبون ( کاراتسو ، 1946 - 2008)

## ارگانهای حزبی
- آکاهاتا (پرچم سرخ) (روزنامه حزب کمونیست ژاپن ، روزانه)
- جیو مینشو (روزنامه حزب لیبرال دموکرات (ژاپن) ، هفتگی)
- Komei Shinbun (روزنامه از حزب کومیتو ، روزانه)
- مطبوعات Minshu (روزنامه حزب دموکراتیک ژاپن ، زیر هفتگی)
- شکای شیمپو (روزنامه حزب سوسیال دموکرات (ژاپن) ، هفتگی)

## اوراق بهادار
- Fuji Sankei Business i.
- کابوشکی شیمبون
- نیهون کوگیو سیمبون
- مجله اوراق بهادار نیهون
- نیکان کاگیو شیمبون
- Nikkei Kinyu Simbun ( روزانه مالی Nikkei )
- Nikkei Ryutsu Simbun ( مجله بازاریابی Nikkei )
- نیکی سانگیو شیمبون
- Nikkei Veritas

## روزنامه های صنعت
- روزنامه شیمیایی
- روزنامه آموزش
- The Hoken Mainichi Shinbun
- دنکی شیمبون (اخبار روزانه برق)
- مجله غذایی ژاپن
- روزنامه دریایی ژاپن
- هفتگی لاستیک ژاپن
- روزنامه میناتو
- اتاق ملی کشاورزی
- نیکان جیدوشا شیمبون
- نیپون نوگیو شینبون
- سوئیس تایمز
- نیکان گندای
- یوکان فوجی
- International Herald Tribune / Asahi Shimbun
- اخبار ژاپن (که قبلاً روزنامه یومیوری نامیده می شد)
- ژاپن تایمز
- نقد و بررسی Nikkei آسیایی
- وال استریت ژورنال آسیا
- توکیو ریپورتر ، ترجمه شده از جدول ژاپنی

## روزنامه های چینی
- چوبون دوهو
- جیو شیوکان
- توهو دوهو

## روزنامه های بریل
- تنجی مانیچی

## موضع و تیراژ ، فقط صبح (2007)
- Yomiuri : محافظه کار (مقاله با کیفیت بالا) 10،042،075
- آساهی : سمت چپ (مقاله باکیفیت) 8،093،885
- Mainichi : لیبرال / چپ (مقاله با کیفیت بالا) 3،974،559
- Chunichi Shimbun / Tokyo Shimbun : سمت چپ (مقاله با کیفیت بالا) 3،475،049
- Nihon Keizai : تجارت ، محافظه کار (مقاله با کیفیت بالا) 3،034،481
- ورزش توکیو : (ورزشی) 2،228،000
- سانکی : درست (مقاله باکیفیت) 2،191،587
- ورزش نیکان: 1،970،000
- نیکان گادایی : سمت چپ (تابلوفرش) 1،681،500
- یوکان فوجی : درست (تابلوفرش) 1،559،000
- آکاهاتا ( پرچم سرخ ): بولتن حزب کمونیست 1،680،000
- هوچی شیمبون : (ورزشی) 1،428،000
- ورزش سانکی : 1،367،734
- هوکایدو شیمبون : سمت چپ (مقاله با کیفیت بالا) 1،209،231
- ورزش روزانه : 963،000
- Chunichi Sports / ورزش توکیو Chunichi : 942،034
- نیشینیپون شیمبون : سمت چپ (مقاله باکیفیت) 852.943
- Chugoku Shimbun : سمت چپ (مقاله با کیفیت بالا) 719،194
- Shizuoka Shimbun : سمت چپ (مقاله با کیفیت بالا) 717،000
- کوبه شیمبون : سمت چپ (مقاله باکیفیت) 562،011
- کیوتو شیمبون : سمت چپ (مقاله با کیفیت بالا) 506،841
- Kahoku Shimpo : لیبرال (مقاله با کیفیت بالا) 504،953
- Shinano Mainichi Shimbun : لیبرال (مقاله با کیفیت بالا) 485،000
- Kanagawa Shimbun : لیبرال (مقاله با کیفیت بالا) 300000

## بیشتر خواندن
- "Japan: Directory: the Press". Europa World Year Book. Europa Publications. 2004. ISBN 978-1-85743-254-1.